# Zomaria
Zomaria is een geslacht van vlinders van de familie bladrollers (Tortricidae), uit de onderfamilie Olethreutinae.

## Soorten
- Z. frustulosa Diakonoff, 1973
- Z. interruptolineana (Fernald, 1882)